# 笑福亭小つる

五枚笹は、笑福亭一門の定紋である。

笑福亭 小鶴/小つる（しょうふくてい こつる）は、上方落語の名跡。現在は空名跡となっている。
歴代
- 笑福亭小鶴 - 後：三代目三遊亭圓馬
- 笑福亭小つる - イラストレーター・エッセイストの和多田勝（六代目笑福亭松鶴の甥）
- 笑福亭小つる - 現：六代目笑福亭枝鶴